# 지옥의 사자들
《지옥의 사자들》(영어: Avalanche Express)은 미국, 아일랜드에서 제작된 1979년 모험 스릴러 영화이다.  마크 롭슨이 연출과 제작을 맡고, 리 마빈, 로버트 쇼, 린다 에번스, 막시밀리안 셸 등이 출연하였다. 1978년 제작 도중 사망한 롭슨과 쇼 모두의 유작이다.

## 출연진
- 리 마빈
- 로버트 쇼
- 린다 에번스
- 막시밀리안 셸
- 조 네이머스
- 호르스트 부흐홀츠
- 마이크 코너스
- 클라우디오 카시넬리
- 데이비드 헤스
- 아르투어 브라우스
- 단 판후젠

## 기타 제작진
- 협력 제작: 린 거스리
- 의상: 미키 시라드